# Misteri de la Selva
El Misteri de la Selva és la representació que es fa a la Selva del Camp, ininterrompudament des de 1980, del drama sacre assumpcionista més antic d'Europa en llengua romànica. Amb un centenar d'actors i actrius, es representa els dies 14 i 15 d'agost a l'església de Sant Andreu de la Selva del Camp. Juntament amb el text del Misteri d'Elx, del segle xv, són els més antics que es conserven.
El text, anònim, el va trobar l'historiador Joan Pié i Faidella a l'Arxiu Parroquial Selvatà amb altres textos del segle xiv i actualment es troba a l'Arxiu Històric Arxidiocesà de Tarragona. La redacció mostra referències a la ciutat de Tarragona i a l'església de Santa Maria del Miracle. Està escrit en llengua catalana a finals del segle XIV i amb música gregoriana i polifònica dels segles xiii i xiv. L'argument comença a la casa de la Mare de Déu, on morí, i continua al lloc on fou sepultada, on ressuscita, i finalment l'Assumpció de Maria al cel, on és glorificada, en el que és el tema central de l'obra. En cadascun d'aquests moments Jesucrist baixa des del cel acompanyat d'àngels i sants. S'ha representat íntegrament a Tarragona, Elx, Montserrat, Roma, Jerusalem i Mallorca. Va rebre el premi nacional de cultura popular a la millor iniciativa artística l'any 1994.